# 韦国邱
韦国邱（1973年—），广西都安人，壮族，中华人民共和国政治人物、第十二届全国人民代表大会广西地区代表。
毕业于广西自治区党委党校经济管理专业。加入中国共产党。2013年，担任全国人大代表。
2018年，在担任广西铁合金有限责任公司党委副书记、总经理任内，因涉嫌贪腐被双开。2019年8月，以受贿罪一审被判有期徒刑二年六个月，罚金15万元。